# George Sutherland

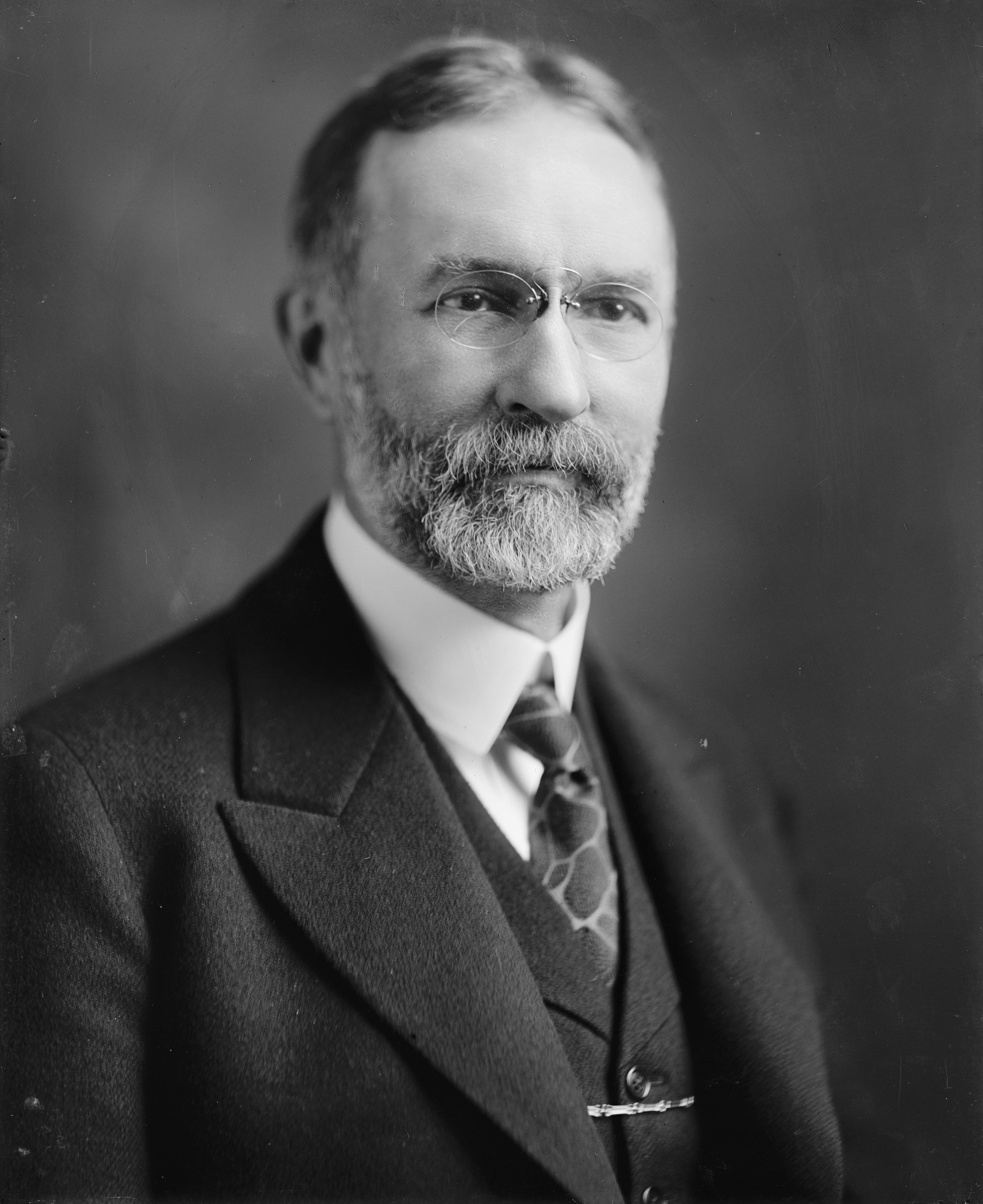
George Sutherland.

George Sutherland, född 25 mars 1862 i Buckinghamshire, England, död 18 juli 1942 i Stockbridge, Massachusetts, var en amerikansk politiker och jurist. Han representerade delstaten Utah i båda kamrarna av USA:s kongress, först i representanthuset 1901-1903 och sedan i senaten 1905-1917. Han var domare i USA:s högsta domstol 1922-1938.
Sutherland kom 1863 till USA med sina brittiska föräldrar. Han växte upp i Utah County, var verksam som gruvarbetare och studerade sedan juridik vid University of Michigan. Han inledde 1883 sin karriär som advokat i Provo och fortsatte i samma yrke efter 1893 i Salt Lake City.
Sutherland gick med i republikanerna. Utah blev 1896 USA:s 45:e delstat och Sutherland var ledamot i den nya delstatens senat 1897-1901. Han efterträdde 1901 William H. King i USA:s representanthus. Han ställde inte upp för omval i kongressvalet 1902 och efterträddes 1903 som kongressledamot av Joseph Howell.
Sutherland efterträdde 1905 Thomas Kearns som senator för Utah. Han efterträddes 1917 av William H. King. USA:s president Warren G. Harding utnämnde 1922 Sutherland till högsta domstolen.
Sutherland fick skriva texten till HD:s domslut i fallet United States v. Bhagat Singh Thind år 1923. Högsta domstolen avgjorde på basis av den indiska sikhen Thinds rastillhörighet att han inte fick amerikanskt medborgarskap. Domslutet gick emot antropologernas definition av indier som tillhörande den kaukasoida rasen. Sutherland argumenterade att genomsnittsamerikanen (the common man) inte kunde uppfatta Thind som en vit man, även om han var av hög kast och man kunde påstå att han hade ariskt blod. Enligt Sutherland hade kastväsendet i Indien misslyckats med sin uppgift att behålla den vita rasens renhet och invandrare från Indien inte kunde klassificeras som vita. Som resultat av domslutet ifrågasattes även sådana indiska invandrares medborgarskap som tidigare hade blivit godkända enligt en antropologisk syn på den kaukasoida rasen. Invandringen av indier till USA tilläts på nytt först 1946.
Sutherland profilerade sig under 1930-talet som en av "Four Horsemen", de fyra konservativa motståndarna till New Deal i högsta domstolen. Han efterträddes 1938 i högsta domstolen av Stanley Forman Reed.